# Neskončno zaljubljena (album)
Neskončno zaljubljena je 3. album Ansambla Modrijani, ki je izšel leta 2004 pri založbi Zlati zvoki. Istega leta je osvojil zlato ploščo.

## Seznam pesmi
| Št. | Naslov                   | Pisec                                     | Dolžina |
| --- | ------------------------ | ----------------------------------------- | ------- |
| 1.  | „Neskončno zaljubljena‟  | Brane Klavžar/Jože Galič/Avgust Skaza     | 3:01    |
| 2.  | „Brez pesmi ni mladosti‟ | Brane Klavžar/Jože Galič/Avgust Skaza     | 2:29    |
| 3.  | „Noč na morju‟           | Lojze Slak/Ivan Sivec/Niko Zlobko         | 3:19    |
| 4.  | „Bog te živi‟            | Brane Klavžar/Jože Galič/Brane Klavžar    | 3:01    |
| 5.  | „Moje dekle‟             | Igor Podpečan/Janez Hvale/Igor Podpečan   | 2:58    |
| 6.  | „Roboti novega dne‟      | Brane Klavžar/Majda Rebernik/Avgust Skaza | 2:28    |
| 7.  | „Ledene solze‟           | Brane Klavžar/Vera Kumprej/Avgust Skaza   | 3:45    |
| 8.  | „Pogled z Lisce‟         | Brane Klavžar/Brane Klavžar               | 2:43    |
| 9.  | „Najina naveza‟          | Tine Lesjak/Franci Smrekar/Avgust Skaza   | 2:45    |
| 10. | „Tezadn jur je za žur‟   | Brane Klavžar/Jože Galič/Brane Klavžar    | 2:33    |

## O pesmih
- Neskončno zaljubljena - Skladba je na festivalu Slovenska polka in valček leta 2004 postala slovenski valček leta po izboru občinstva.[1] Nahaja se tudi na naslednjem albumu Kjer je glasba, tam smo mi in na kompilacijskem albumu Uspešnice 1.[2]
- Brez pesmi ni mladosti - Skladba se nahaja tudi na kompilacijskem albumu Uspešnice 2.[3]
- Noč na morju - Skladbo v originalu izvaja Ansambel Lojzeta Slaka. Nahaja se tudi na kompilacijskem albumu Uspešnice 1.[2]
- Bog te živi - S to skladbo so Modrijani leta 2003 nastopili na festivalu Števerjan in osvojili nagrado strokovne žirije za najboljši ansambel festivala. Skladba se nahaja tudi na naslednjem albumu Kjer je glasba, tam smo mi in na kompilacijskem albumu Uspešnice 1.[2]
- Moje dekle - Skladba se nahaja tudi na kompilacijskem albumu Uspešnice 1.[2]
- Roboti novega dne - Skladba se nahaja tudi na kompilacijskem albumu Uspešnice 1.[2]
- Ledene solze - Skladba se nahaja tudi na kompilacijskem albumu Uspešnice 1.[2]
- Pogled z Lisce - Skladba se nahaja tudi na kompilacijskem albumu Uspešnice 2.[3]
- Tezadn jur je za žur - Skladba se nahaja tudi na kompilacijskem albumu Uspešnice 1.[2]